# Bradley Smith
Bradley Smith (ur. 28 listopada 1990 w Oksfordzie) – brytyjski motocyklista.

## Kariera

### 125cc
W 2006 dołączył do zespołu Repsol Hondy prowadzonym przez Alberto Puiga, sezon zakończył na 19. miejscu, przy okazji zdobywając tytuł „Rookie of the Year”. Rok później, znowu z tym samym zespołem, zaliczył swoje pierwsze podium na torze w Le Mans, 9 razy kończył wyścigi w pierwszej dziesiątce, co na koniec zagwarantowało 10. lokatę w klasyfikacji generalnej. Rok 2008 to już kontrakt z teamem Polaris World Aprillia, na otwierającym sezon obiekcie Losail zdobywa Pole Position, podczas wyścigu miał awarię motocykla. Sezon zakończył szósty w klasyfikacji generalnej z 3 Pole Position i 4 finiszami na podium.
Lata 2009, 2010 spędził w zespole Jorge Martineza Aspara, dosiadając motocykla Aprilli, pierwsze zwycięstwo przyszło na torze Jerez (maj 2009), w pewnym momencie był nawet liderem klasyfikacji generalnej, został jednak ostatecznie pokonany przez Juliana Simona.

### Moto2
Kolejne 2 sezony to współpraca z teamem Tech 3, w kategorii Moto2, gdzie jego partnerem był Francuz, Mike Di Meglio.

### MotoGP
Smith awansował do MotoGP w 2013, kontynuując swoją współpracę z Herve Poncheralem, który wcześniej sprowadził go do Moto2. Brytyjczyk przejechał solidny sezon, tylko 3 razy nie dojechał do mety, a jego najlepszym rezultatem była 4 pozycja z Grand Prix Włoch.
Dostając duży kredyt zaufania od Poncherala i kibiców, Smith musiał zacząć uzyskiwać dobre rezultaty. W sezonie 2014 przeplatał je nieudanymi, nawet raz dojechał na podium (w GP Australii), w całym sezonie zdobył 121 punktów, co usadowiło go na ósmej lokacie.
Sezon 2015 był jak dotąd najlepszym w karierze Smitha, gdyż dojechał na drugim miejscu w GP San Marino (na motocyklu Yamaha; wtedy trzeci dojechał Redding; po raz drugi w historii brytyjscy kierowcy na podium), ponadto w każdym wyścigu w sezonie zameldował się na mecie, a w końcowym rozrachunku zajął 6. miejsce w klasyfikacji kierowców.

## Statystyki

### Sezony
| Sezon | Klasa   | Motocykl           | Team                  | Wyścigi | Zwycięstwa | Podium | PP | NO | Pkt    | Poz.koń. |
| ----- | ------- | ------------------ | --------------------- | ------- | ---------- | ------ | -- | -- | ------ | -------- |
| 2006  | 125 cm³ | Honda RS125R       | Repsol Honda          | 14      | 0          | 0      | 0  | 0  | 20     | 19       |
| 2007  | 125 cm³ | Honda RS125R       | Repsol Honda          | 16      | 0          | 1      | 0  | 0  | 101    | 10       |
| 2008  | 125 cm³ | Aprilia RSA 125    | Polaris World         | 17      | 0          | 4      | 3  | 0  | 150    | 6        |
| 2009  | 125 cm³ | Aprilia RSA 125    | Bancaja Aspar         | 16      | 2          | 9      | 3  | 3  | 223.5  | 2        |
| 2010  | 125 cm³ | Aprilia RSA 125    | Bancaja Aspar         | 17      | 1          | 6      | 3  | 1  | 223    | 4        |
| 2011  | Moto2   | Tech 3 Mistral 610 | Tech 3                | 16      | 0          | 3      | 0  | 1  | 121    | 7        |
| 2012  | Moto2   | Tech 3 Mistral 610 | Tech 3                | 17      | 0          | 0      | 0  | 0  | 109    | 9        |
| 2013  | MotoGP  | Yamaha YZR-M1      | Tech 3                | 18      | 0          | 0      | 0  | 0  | 116    | 10       |
| 2014  | MotoGP  | Yamaha YZR-M1      | Tech 3                | 18      | 0          | 1      | 0  | 0  | 121    | 8        |
| 2015  | MotoGP  | Yamaha YZR-M1      | Monster Yamaha Tech 3 | 18      | 0          | 1      | 0  | 0  | 181    | 6        |
| 2016  | MotoGP  | Yamaha YZR-M1      | Monster Yamaha Tech 3 | 5       | 0          | 0      | 0  | 0  | 20*    | 14*      |
| Razem | Razem   | Razem              | Razem                 | 172     | 3          | 25     | 9  | 5  | 1388,5 |          |

* – sezon w trakcie

### Klasy wyścigowe
| Klasa  | Sezon     | Pierwsze GP    | Pierwsze podium      | Pierwsza wygrana | Wyścigi | Wygrane | Podia | PP | Najsz. okr. | Pkt.   | WCh. |
| ------ | --------- | -------------- | -------------------- | ---------------- | ------- | ------- | ----- | -- | ----------- | ------ | ---- |
| 125 cc | 2006–2010 | Hiszpania 2006 | Francja 2007         | Hiszpania 2009   | 80      | 3       | 20    | 9  | 4           | 717,5  | –    |
| Moto2  | 2011–2012 | Katar 2011     | Wielka Brytania 2011 |                  | 33      | 0       | 3     | 0  | 1           | 233    | –    |
| MotoGP | 2013–     | Katar 2013     | Australia 2014       |                  | 59      | 0       | 2     | 0  | 0           | 438    | –    |
| Razem  | 2006 –    | 2006 –         | 2006 –               | 2006 –           | 172     | 3       | 25    | 9  | 5           | 1388,5 | –    |

### Starty
| Rok  | Klasa  | Motocykl | 1      | 2      | 3      | 4      | 5      | 6      | 7      | 8      | 9      | 10     | 11     | 12     | 13     | 14     | 15     | 16     | 17     | 18     | Poz. | Pkt.  |
| ---- | ------ | -------- | ------ | ------ | ------ | ------ | ------ | ------ | ------ | ------ | ------ | ------ | ------ | ------ | ------ | ------ | ------ | ------ | ------ | ------ | ---- | ----- |
| 2006 | 125cc  | Honda    | SPA 17 | QAT 22 | TUR NU | CHN 22 | FRA 21 | ITA 19 | CAT 16 | NED 16 | GBR 12 | GER 12 | CZE    | MAL    | AUS 28 | JPN 8  | POR NU | VAL 12 |        |        | 19   | 20    |
| 2007 | 125cc  | Honda    | QAT 12 | SPA 26 | TUR 8  | CHN 8  | FRA 3  | ITA 8  | CAT 6  | GBR 7  | NED NW | GER 8  | CZE 13 | RSM 8  | POR 12 | JPN NU | AUS 16 | MAL 9  | VAL 8  |        | 10   | 101   |
| 2008 | 125cc  | Aprilia  | QAT 16 | SPA 3  | POR NU | CHN NU | FRA 2  | ITA 5  | CAT 14 | GBR 10 | NED 5  | GER 4  | CZE 6  | RSM 2  | IND 8  | JPN NU | AUS NU | MAL 2  | VAL 4  |        | 6    | 150   |
| 2009 | 125cc  | Aprilia  | QAT 5  | JPN 10 | SPA 1  | FRA 4  | ITA 1  | CAT 8  | NED 3  | GER NU | GBR 20 | CZE 4  | IND 2  | RSM 3  | POR 3  | AUS 2  | MAL 2  | VAL 2  |        |        | 2    | 223,5 |
| 2010 | 125cc  | Aprilia  | QAT 8  | SPA 4  | FRA 5  | ITA 4  | GBR 3  | NED 4  | CAT 2  | GER 5  | CZE 6  | IND NU | RSM 4  | ARA 3  | JPN 3  | MAL 5  | AUS 5  | POR 3  | VAL 1  |        | 4    | 223   |
| 2011 | Moto2  | Tech 3   | QAT 9  | SPA 4  | POR 29 | FRA 9  | CAT 19 | GBR 2  | NED 3  | ITA 3  | GER NU | CZE NU | IND 4  | RSM 6  | ARA 6  | JPN 7  | AUS 18 | MAL NW | VAL 23 |        | 7    | 121   |
| 2012 | Moto2  | Tech 3   | QAT 9  | SPA 11 | POR 10 | FRA 9  | CAT 12 | GBR 7  | NED 6  | GER 7  | ITA 4  | IND 15 | CZE 8  | RSM 8  | ARA 5  | JPN NU | MAL 7  | AUS 11 | VAL 16 |        | 9    | 112   |
| 2013 | MotoGP | Yamaha   | QAT NU | AME 12 | SPA 10 | FRA 9  | ITA 9  | CAT 6  | NED 9  | GER 6  | USA NU | IND 8  | CZE NU | GBR 9  | RSM 11 | ARA 7  | MAL 7  | AUS 6  | JPN 8  | VAL 7  | 10   | 116   |
| 2014 | MotoGP | Yamaha   | QAT NU | AME 5  | ARG 7  | SPA 8  | FRA 10 | ITA NU | CAT 10 | NED 8  | GER 19 | IND 6  | CZE 9  | GBR 22 | RSM 7  | ARA 5  | JPN 9  | AUS 3  | MAL 5  | VAL 14 | 7    | 121   |
| 2015 | MotoGP | Yamaha   | QAT 8  | AME 6  | ARG 6  | SPA 8  | FRA 6  | ITA 5  | CAT 5  | NED 6  | GER 6  | IND 6  | CZE 7  | GBR 7  | RSM 2  | ARA 8  | JPN 7  | AUS 10 | MAL 4  | VAL 6  | 6    | 181   |
| 2016 | MotoGP | Yamaha   | QAT 8  | ARG 8  | AME 17 | ESP 12 | FRA NU | ITA    | CAT    | NED    | GER    | AUT    | CZE    | GBR    | SMR    | ARA    | JPN    | MAL    | AUS    | VAL    | 14*  | 20*   |

* – sezon w trakcie